# Autostrada Słońca (Francja)
Autostrada Słońca (fr. Autoroute du Soleil) – ciąg autostrad we Francji oznakowanych jako:
- A6a
- A6b
- A6
- A7

Stanowi autostradowe połączenie stolicy kraju, Paryża z Lazurowym Wybrzeżem, będąc jedną z najruchliwszych dróg we Francji, zwłaszcza w letnim okresie urlopowym.
Z przebiegiem Autostrady Słońca pokrywają się szlaki tras europejskich:
- E5 (Paryż – Wissous)
- E15 (Paryż – Orange)
- E21
- E50 (Paryż – Wissous)
- E80 (węzeł A7/A54 – węzeł A7/A8)
- E712 (węzeł A7/A54 – Marsylia)
- E714 (Orange – Marsylia)